# Migració LGBT
La migració LGBT, LGBTI o migració queer és el moviment migratori de persones lesbianes, gais, bisexuals, transsexuals i d'intersexualitat que deriven en el seu lloc d'origen cap a llocs de major acceptació social. Són víctimes de delictes d'odi o de maltractaments. Aquestes persones tracten d'escapar de la discriminació sexual o de la persecució homofòbica, un producte de la seva orientació sexual o identitat de gènere.
El terme sexili (acrònim de sexual i exili) fa referència a la necessitat d'una persona del col·lectiu LGBTI d'abandonar la seva terra per poder viure plenament la seva identitat de gènere i/o orientació sexual.